# Geomembrana

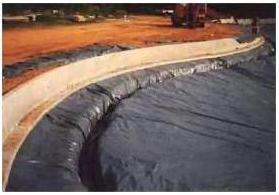
Estanquitat d'una conca utilitzant una geomembrana de polipropilè.

Les geomembranes són làmines geosintètiques que asseguren l'estanquitat d'una superfície. Normalment es fan servir per posar remei a les pèrdues d'aigua per infiltració o per evitar la migració dels contaminants al sòl.

## Définició
La denominació de geomembrana està sotmesa a la norma AFNOR NFP 84-500.
Les geomembranes són productes adaptats a l'enginyeria civil, primes, contínues estanques als líquids. Actualment no es consideren geomembranes els productes amb un gruix funcional inferior al mil·límetre ni els que l'estanquitat està assegurada únicament per la presència d'un material argilós.
Generalment les geomembranes estan fetes de polietilè, d'alta i de baixa densitat (HDPE, VFPE), d'elastòmer bituminós, de polipropilè (PP) o en clorur de polivinil (PVC).
Generalment s'emmagatzemen en forma de corrons de llargada i amplada diferents que oscil·len entre 1 m per 10 m per les geomembranes bituminoses a 7,5 m per 200 m per les geomebranes de polietilè, per exemple.
Es fan servir en enginyeria civil, la construcció, agricultura, medi ambient i en la indústria.
Sovint són termosoldables per tal de realitzar les unions en condicions de qualitat i fiabilitat òptimes.

## Llocs d'ús
Les utilitzacions més esteses són:
- Estanquitat de conques d'aigua (basses);
- Estanquitat de turons;
- Estanquitat de conques de retenció anti contaminants ;
- Estanquitat de murs enterrats;
- Barreres actives de residus;
- Confinament de residus líquids.